# Hőnig István
Hőnig István (Nagylévárd, 1848. február 16. – Mátészalka, 1912. szeptember 22.) vadászati szakíró.

## Életrajza
Hőnig István 1848. február 16-án született a Pozsony melletti Nagylévárdon. Évtizedeken keresztül magas beosztású számvevőként dolgozott a Magyar Királyi Vasutak üzletvezetõségein Kolozsváron, Szabadkán, Szegeden, Debrecenben és Budapesten. Mint vadász, alapító tagja volt az 1881-ben megalakult Országos Vadászati Védegyletnek. 
A több nyelven beszélő vadász, író, ornitológus rendszeresen publikált a Vadász című lapban (jelent meg továbbá írása A Természetben is). Munkásságát máig elismerik, ma is sok szakíró hivatkozik rá. Tevékeny élete Mátészalkán fejeződött be. 1912. szeptember 22-én itt érte a halál.

## Fontosabb munkái
- 1889-ben a Budapesten kiadott legértékesebb műve a Vadászati műszótár, ami alapjaiban változtatta meg a vadászati kultúrát az akkori Magyarországon.

A cél, hogy a vadászaink jelentékeny része által szaknyelvként elfogadott német nyelv behatása alatt álló vadászati műnyelvünk végre felemelkedjék ama magaslatra és fejlettségre amely nemzeti és hazafias szempontból óhajtandó lenne, s hogy az idegen fattyúhajtások nyelvünkből kiküszöböltessenek, az egyes fogalmak magyar kifejezést nyerjenek.
Művében közel kétezer magyar és német tételt közölt; többek között az egyes vadak külsejét szokásait, viselkedését, tevékenységét leíró műszavakat, valamint a tenyésztés és a vadvédelem illetve a vadászati felszerelések, segédeszközök, módszerek szakkifejezéseinek köréből, s ízes vadászmondásokat is lajstromba vett.
- Vadőr. A vadászati ismeretek kivonata vadőrök részére és magán használatra; Grill, Bp., 1895
- Vadászati műszótár; Országos Magyar Vadászati Védegylet, Bp., 1889
- Balkay Adolf és Hönig István; vál., összeáll. Bányai József; TerraPrint, Bp., 1999 (Írások a hajdani vadászvilágból)